# Hans (Golden Sun)
Hans (Isaac en inglés y ロビン Robin en Japón) es un personaje ficticio del videojuego Golden Sun y de la secuela del mismo.
Es un muchacho de diecisiete años, originario de la aldea de Tale, al norte del continente de Angara. Los taleanos son los guardianes del Monte Aleph, dentro del cual está el legendario Templo Sonne, destinado también a guardar las Estrellas Elementales, gemas de gran poder. A cambio, el Aleph provee a sus guardianes de un poder llamado Psinergía, una especie de magia.
Tres años atrás, unos saqueadores provenientes del pueblo de Prox entraron en el templo del dios Sonne, con lo que desencadenaron una gran tormenta que se llevó la vida del padre de Hans y las de los padres de su amiga Nadia (Jenna en inglés). A partir de entonces, él y su amigo Garet, quienes fueron atacados por los dos únicos proxianos supervivientes, entrenan su psinergía para ser más fuertes cada día. Un día, van al templo Sonne a explorar acompañados de Nadia y del erudito Kraden. Finalmente llegan hasta las Estrellas Elementales, donde descubren que los ladrones (Saturos y Menardi) han vuelto, y que traen consigo al hermano de Nadia, Félix, a quienes todos daban por muerto en la tormenta. Ellos y el misterioso Adepto Álex secuestran a Nadia y a Kraden y roban las Estrellas Elementales (menos una, la de Marte). Entonces, Hans y Garet parten en búsqueda de sus amigos y de las Estrellas, pues con éstas Saturos pretende encender los cuatro Faros Elementales, con lo que el terrible poder de la Alquimia será liberado
en el mundo. En su periplo, Hans y Garet encontrarán a Iván, Adepto de Júpiter, y a Mia, Adepta de Mercurio, quienes se unirán a ellos en su aventura.
Además de la saga Golden Sun, Hans hace una aparición como ayudante en Super Smash Bros. Brawl.

## Historia
Hans es un adepto de Venus procedente de la aldea de Tale, en Angara. Es un chico responsable con un gran sentido del deber. Cuando perdió a su padre, Frank, cuando tenía 14 años, tomó las riendas de su casa junto a su madre, Dora. Es el mejor amigo de Garet, Nadia y Félix, quien también pereció en la misma tormenta que ocurrió tres años atrás.
Cierto día, decidieron ir a visitar a Kraden que les prometió que irían a visitar el Templo Sonne. Por el camino se toparon con unos desconocidos que venían de visitar al erudito, pero no consiguieron obtener las respuestas que buscaban. Una vez que se reunieron Hans, Garet y Nadia con Kraden, lograron entrar en el Templo y descifraron todos los códigos que les llevaron a la oculta sala que guardaba las estrellas elementales.
Cuando se disponían a recoger la última estrella elemental, la estrella Marte, aparecieron cuatro desconocidos, uno de ellos será Félix, quien dieron todos por muerto en la tormenta. Los otros, Saturos, Menardi y Álex, robaron las tres estrellas elementales que poseía Kraden, y secuestraron a Kraden y a Nadia y desaparecieron por la inminente erupción que sufriría el Monte Aleph. Hans y Garet quedaron atrapados pero gracias al poder de El Sabio, lograron salir del Templo intactos.
Tras lo sucedido, Hans y Garet tuvieron que aceptar la misión de devolver las estrellas robadas y evitar que la alquimia fuera liberada al mundo pues causaría la destrucción de este.
Salieron de Tale y llegaron a Vault donde conocieron a Iván, un adepto de Júpiter, que se unió al grupo. Fueron a Bilibin, deshicieron la maldición de Kolima y llegaron a las frías tierras de Ímil para salvar al árbol Tret. Allí se encontraron con el primer faro elemental, el de Mercurio, y se encontraron con un pequeño problema: La puerta del faro había sido abierta. Mia, una joven adepta de Mercurio, protectora del faro, se dio cuenta de ello y se apresuró hacia el faro para evitar males mayores. Hans y el grupo fueron también y entablaron amistad con Mia y los cuatro resolvieron los puzles y llegaron a la cima del faro.
Pero fue demasiado tarde. El faro de Mercurio fue encendido por Saturos y pelearon en la cima por ello. Hans venció pero permitió que Saturos escapase. Por lo que les siguieron a través de Angara para detenerlos en el próximo faro, el de Venus.
Hans viajó por Xián, el Templo Lama y cruzó el Desierto del Lamakan. Ayudó en Altin y conoció a Hama, Hsu y Feizhi. Llegó a Kalay y cruzó el Mar Thanatos para llegar a la ciudad de Tolbi, ya en Gondowan. En Tolbi, Hans participó en el torneo del Coloso, llegando a ganar y el alcalde de Tolbi, Babi, se interesó por él ya que descubrió que podía usar la psinergía. Babi tenía 150 años gracias al agua mísitca de Lemuria y ordenó a Hans que fuera a Lemuria para llenar sus almacenes vacíos de esta agua. A cambio, le ayudaría a llegar hasta el faro de Venus, por lo que mandó a su hombre de confianza, Iodem, para que les facilitara el camino.
Por el camino, Sole fue secuestrada por Félix y los otros. Era la hija adoptiva de Faran, el alcalde de Lalivero, que estuvo retenida por Babi para que los aldeanos de Lalivero construyeran el llamado faro de Babi, desde donde tenía la esperanza de encontrar Lemuria. Hans cruzó el desierto de Suhalla y llegó a la ciudad de Lalivero. Se adentró por los pasajes subterráneos de las ruinas de Venus, y alcanzó el faro de Venus. 
Resolvió con la ayuda de Garet, Iván y Mia los acertijos del faro y llegó a la cima del faro, donde afortunadamente aún no había sido encendido. Hubo una pequeña disputa entre Saturos, Menardi y Félix acerca de Sole, pero al final Hans tuvo que enfrentarse a los dos primeros por ponerse del lado de Félix y después de que este se llevase el preciado bastón de Iván, el bastón Chamán. Hans y los suyos vencieron a Saturos y Menardi, pero Menardi, en un último intento, lanzó la estrella de Venus al receptáculo del faro, y este fue encendido.
El poder del faro dio nuevas fuerzas a Saturos y Menardi, y se fusionaron en un dragón de dos cabezas. Pero fue derrotado por las manos del grupo de Hans. No pudieron evitar que el faro fuese encendido. En Lalivero, Iodem les recordó que tenían que cumplir la promesa que le hizo a Babi de encontrar Lemuria, así que les entregó un barco lemurio para que cumplieran su cometido. Pero una vez que embarcaron, Hans decidió buscar a Nadia y recorrieron el Mar del Este en su búsqueda.

### Golden Sun: La Edad Perdida
Al principio de la trama, después de haberse encendido el faro de Venus, no se sabe nada de Hans. Al parecer estuvo viajando por todo el Mar del Este en la búsqueda de los secuestrados Nadia y Kraden. Pero en vez de eso, encontraron historias de la aparición de Félix que ayudó a muchos pueblos, como el de Izumo y resolvió los misterios de las rocas del agua y de la madre tierra. También supieron de la existencia de Piers, un adepto de Mercurio que procedía de Lemuria, por lo que Hans fue a buscarlo para poder llegar a la isla perdida para cumplir el mandato de Babi.
Después del fallido intento de encontrar a Piers, Hans decidió que era la hora de visitar el faro de Júpiter para detener a Félix. Llegaron a Mitdir en Atteka, donde descubrieron que Iván nació allí y que Hama era su hermana. Ya en el faro de Júpiter, Hans y sus amigos cayeron en una trampa provocada por Agatio y Karst, la hermana de Menardi, y lucharon contra Hans e Iván solos, que cayeron. Pero en ese momento irrumpió Félix, acompañado por Nadia, Sole y Piers, y decidieron ayudarles. Karst y Agatio aceptaron esas condiciones pero a cambio, Félix debería encender el faro de Júpiter y coger la estrella Marte, que hasta ese momento la poseía Hans. Hans aceptó dársela, y Félix encendió el faro de Júpiter.
Hans pidió explicaciones a Félix, y este le contestó: el mundo estaba siendo destruido por culpa del sello de la alquimia, además, sus padres estaban vivos y eran rehenes en la aldea de Prox. Hans se unió a Félix y juntos llegaron al faro de Marte y en la cima tuvieron que enfrentarse a El Sabio, quien había ordenado la recuperación de las estrellas robadas y evitar que se encendieran los faros. Hans se enfrentó a él dialécticamente y al final tuvieron que luchar contra el milagro final, el dragón mortal. Lo vencieron y se dieron cuenta de que eran sus padres transformados en un dragón de tres cabezas. Todos se lamentaron de su pérdida, pero Hans dio un paso al frente y pidió a Félix que lanzara la estrella Marte al receptáculo del faro. El faro final fue encendido, los padres de Félix y el de Hans recuperaron su vitalidad y el Sol Dorado se formó en la cima del monte Aleph.
Hans regresó a su aldea natal para ver a su madre, Dora. Pensó que le habría pasado algo malo pues el Sol Dorado provocó el hundimiento del monte Aleph y la desaparición de Tale. Pero todos estuvieron bien debido a que habían evacuado. A partir de aquí el juego deja al espectador que imagine el futuro de Hans, quien acabó casándose con Nadia y teniendo un hijo, Matt.

### Golden Sun: Oscuro Amanecer
Han pasado 30 años desde el sol dorado, su aspecto ha cambiado poco gracias a que estuvo expuesto de forma directa al sol dorado y por lo tanto no envejece al ritmo normal, ahora usa una barba y una capa color azul oscuro que parece ser de cuero, él y Nadia se casaron, tuvieron un hijo al que llamaron Matthew (Matt para abreviar) al que le legó su bufanda amarilla, él y Garet instalaron un observatorio en la cordillera cercana al Monte Aleph para estudiarlo con unas alas especiales inventadas por Iván, ya que el sitio se volvió extremadamente peligroso.
Como uno de los Guerreros de Tale ha obtenido fama al desencadenar el sol dorado, con esto ha acarreado detractores también.
Al empezar tu aventura, el y Garet son los encargados del tutorial al acompañar a los personajes principales en una misión a las minas, aunque no es un personaje jugable y solo cumple la función de indicarle al jugador que tiene que hacer en el combate. Luego, debido a que Terry rompió accidentalmente las alas, el envía a su hijo Matt, a Karis y a Terry en busca de una pluma de Roc Imperial para solucionar el problema. Desde ahí no se vuelve a ver a Hans.
Al final del juego, se desconoce que pasó con él y Garet durante el resto de la historia y no se sabe si fueron afectados por el vórtice psinérgico gigante que sale en los créditos del juego.

## Otras apariciones fuera de la saga

### Super Smash Bros. Brawl
Hans aparece como un ayudante en este juego. Su diseño está basado en sus apariciones de Golden Sun y Golden Sun: La Edad Perdida. Al ser invocado usa su habilidad Mover que puede desplazar de la pantalla a varios jugadores a la vez y causarles un K.O.
Hans es uno de los ayudantes desbloqueables, para conseguirlo tienes que participar en 200 combates del modo Brawl o similares.
- Datos: Q5891860